# سیارک ۲۲۸۷۵
سیارک ۲۲۸۷۵ (به انگلیسی: 22875 Lanejackson، نامگذاری:1999RB198) بیست و دو هزار و هشتصد و هفتاد و پنجمین سیارک کشف شده‌است که در ۸ سپتامبر ۱۹۹۹ کشف شد.
قدر مطلق سیارک برابر ۹.۳ است.